# Santi patroni cattolici delle diocesi e arcidiocesi d'Italia
Lista di santi patroni cattolici delle diocesi e arcidiocesi d'Italia.
| Diocesi, arcidiocesi, patriarcato o sede suburbicaria        | Patrono principale                                | Immagine                       | Giorno festivo                | Altri patroni |                                        |
| ------------------------------------------------------------ | ------------------------------------------------- | ------------------------------ | ----------------------------- | --- | -------------------------------------- |
| Arcidiocesi di Acerenza                                      | San Canio Vescovo e Martire                       |                                | 25 maggio                     | |                                        |
| Diocesi di Acerra                                            | Sant'Alfonso Maria de' Liguori                    |                                | 1º agosto                     | Santi Conone e Conello martiri |                                        |
| Diocesi di Acireale                                          | Santa Venera Vergine e Martire                    |                                | 26 luglio                     | |                                        |
| Diocesi di Acqui                                             | San Guido d'Acqui                                 |                                |                               | |                                        |
| Diocesi di Adria-Rovigo                                      | San Bellino di Padova                             |                                | 26 novembre                   | |                                        |
| Arcidiocesi di Agrigento                                     | San Gerlando di Agrigento                         |                                | 25 febbraio 1 agosto          | Sant'Alfonso Maria de' Liguori |                                        |
| Diocesi di Alba                                              | San Lorenzo Martire                               |                                | 10 agosto                     | |                                        |
| Sede suburbicaria di Albano                                  | San Pancrazio                                     |                                | 12 maggio                     | San Senatore martire Santa Maria Goretti |                                        |
| Diocesi di Albenga-Imperia                                   | San Michele Arcangelo                             |                                | 29 settembre                  | Nostra Signora di Pontelungo |                                        |
| Diocesi di Ales-Terralba                                     | Santa Maria de is Acuas                           |                                | penultimo lunedì di settembre | Santa Giusta, Giustina ed Enedina martiri |                                        |
| Diocesi di Alessandria                                       | San Baudolino d'Alessandria                       |                                |                               | |                                        |
| Diocesi di Alghero-Bosa                                      | Nostra Signora di Valverde                        |                                | 26 maggio                     | Santi Emilio e Priamo San Michele |                                        |
| Diocesi di Alife-Caiazzo                                     | San Sisto I Papa                                  |                                | 11 agosto                     | Santo Stefano Menicillo vescovo |                                        |
| Diocesi di Altamura-Gravina-Acquaviva delle Fonti            | Sant'Irene di Lecce                               |                                |                               | |                                        |
| Arcidiocesi di Amalfi-Cava de' Tirreni                       | Sant'Andrea Apostolo                              |                                | 30 novembre                   | Sant'Adiutore |                                        |
| Diocesi di Anagni-Alatri                                     | San Magno Vescovo e Martire                       |                                | 19 agosto                     | San Sisto I |                                        |
| Arcidiocesi di Ancona-Osimo                                  | San Ciriaco di Gerusalemme                        |                                | 4 maggio                      | |                                        |
| Diocesi di Andria                                            | San Riccardo Vescovo                              |                                | 9 giugno                      | |                                        |
| Diocesi di Aosta                                             | San Grato vescovo                                 |                                | 7 settembre                   | |                                        |
| Arcidiocesi dell'Aquila                                      | San Massimo d'Aveia                               |                                | 10 giugno                     | Sant'Equizio San Pietro Celestino San Bernardino da Siena |                                        |
| Diocesi di Arezzo-Cortona-Sansepolcro                        | San Donato d'Arezzo                               |                                |                               | |                                        |
| Diocesi di Ariano Irpino-Lacedonia                           | Sant'Ottone Frangipane                            |                                | 23 marzo                      | |                                        |
| Diocesi di Ascoli Piceno                                     | Sant'Emidio vescovo                               |                                |                               | Madonna delle Grazie |                                        |
| Diocesi di Assisi-Nocera Umbra-Gualdo Tadino                 | San Rufino d'Assisi                               |                                | 12 agosto                     | |                                        |
| Diocesi di Asti                                              | San Secondo Martire                               |                                |                               | |                                        |
| Diocesi di Avellino                                          | San Modestino Vescovo e Martire                   |                                | 14 febbraio                   | Santi Fiorentino e Flaviano Martiri Maria Ss. Assunta |                                        |
| Diocesi di Aversa                                            | San Paolo apostolo e Madonna di Casaluce          |                                |                               | |                                        |
| Diocesi di Avezzano                                          | Santa Sabina                                      |                                | 29 agosto                     | |                                        |
| Arcidiocesi di Bari-Bitonto                                  | San Nicola di Mira                                |                                | 6 dicembre                    | |                                        |
| Diocesi di Belluno-Feltre                                    | San Martino Vescovo                               |                                | 11 novembre                   | Santi Vittore e Corona |                                        |
| Arcidiocesi di Benevento                                     | San Bartolomeo apostolo                           |                                | 24 agosto                     | |                                        |
| Diocesi di Bergamo                                           | Sant'Alessandro Martire                           |                                | 26 agosto                     | |                                        |
| Diocesi di Biella                                            | Santo Stefano protomartire                        |                                | 26 dicembre                   | |                                        |
| Arcidiocesi di Bologna                                       | San Petronio Vescovo                              |                                | 4 ottobre                     | Madonna di San Luca |                                        |
| Diocesi di Bolzano-Bressanone                                | San Cassiano di Imola                             |                                | 13 agosto                     | San Vigilio |                                        |
| Diocesi di Brescia                                           | Santi Faustino e Giovita                          |                                | 15 febbraio                   | Santa Angela Merici |                                        |
| Arcidiocesi di Brindisi-Ostuni                               | San Leucio d'Alessandria                          |                                |                               | San Teodoro d'Amasea |                                        |
| Arcidiocesi di Cagliari                                      | Sant'Efisio martire                               |                                | 15 gennaio                    | |                                        |
| Diocesi di Caltagirone                                       | San Giacomo il Maggiore Apostolo                  |                                | 25 luglio                     | Santa Rosalia |                                        |
| Diocesi di Caltanissetta                                     | San Michele Arcangelo                             |                                | 29 settembre                  | San Francesco Saverio |                                        |
| Arcidiocesi di Camerino-San Severino Marche                  | San Venanzio martire                              |                                | 18 maggio                     | San Severino di Settempeda |                                        |
| Arcidiocesi di Campobasso-Boiano                             | San Bartolomeo Apostolo                           |                                | 24 agosto                     | |                                        |
| Arcidiocesi di Capua                                         | Santo Stefano protomartire                        |                                | 26 dicembre                   | San Roberto Bellarmino |                                        |
| Diocesi di Carpi                                             | San Bernardino da Siena                           |                                | 20 maggio                     | San Bernardino Realino |                                        |
| Diocesi di Casale Monferrato                                 | Sant'Evasio vescovo                               |                                |                               | |                                        |
| Diocesi di Caserta                                           | San Michele arcangelo                             |                                | 29 settembre                  | |                                        |
| Diocesi di Cassano all'Jonio                                 | San Biagio Vescovo                                |                                | 3 febbraio                    | |                                        |
| Diocesi di Castellaneta                                      | San Nicola di Bari                                |                                | 6 dicembre                    | San Francesco di Paola |                                        |
| Arcidiocesi di Catania                                       | Sant'Agata Vergine e Martire                      |                                | 5 febbraio                    | San Berillo di Catania |                                        |
| Arcidiocesi di Catanzaro-Squillace                           | Sant'Acacio Martire                               |                                | 8 maggio                      | San Vitaliano da Capua vescovo |                                        |
| Diocesi di Cefalù                                            | Maria Santissima di Gibilmanna                    |                                | 1 settembre                   | |                                        |
| Diocesi di Cerignola-Ascoli Satriano                         | Madonna di Ripalta                                |                                | 8 settembre                   | San Potito 14 gennaio |                                        |
| Diocesi di Cerreto Sannita-Telese-Sant'Agata de' Goti        | Sant'Antonio di Padova                            |                                | 13 giugno                     | Sant'Alfonso Maria de'Liguori |                                        |
| Diocesi di Cesena-Sarsina                                    | Madonna del Popolo                                |                                |                               | San Vicinio San Mauro |                                        |
| Diocesi di Chiavari                                          | Nostra Signora dell'Orto                          |                                | 2 luglio                      | Nostra Signora di Montallegro |                                        |
| Arcidiocesi di Chieti-Vasto                                  | San Giustino                                      |                                | 1º gennaio                    | San Michele Arcangelo |                                        |
| Diocesi di Chioggia                                          | Santi Felice e Fortunato                          |                                | 11 giugno                     | |                                        |
| Diocesi di Città di Castello                                 | San Florido e Sant'Amanzio                        |                                |                               | |                                        |
| Diocesi di Civita Castellana                                 | Maria SS. ad Rupes                                |                                |                               | |                                        |
| Diocesi di Civitavecchia-Tarquinia                           | Santa Fermina                                     |                                | 28 aprile                     | |                                        |
| Diocesi di Como                                              | Sant'Abbondio                                     |                                | 31 agosto                     | |                                        |
| Diocesi di Concordia-Pordenone                               | Santo Stefano protomartire                        |                                | 3 agosto                      | Santi martiri concordiesi |                                        |
| Diocesi di Conversano-Monopoli                               | Madonna della Fonte                               |                                |                               | Madonna della Madia |                                        |
| Arcidiocesi di Cosenza-Bisignano                             | Nostra Signora del Pilerio                        |                                |                               | san Francesco di Paola |                                        |
| Diocesi di Crema                                             | San Pantaleone Martire                            |                                |                               | |                                        |
| Diocesi di Cremona                                           | Sant'Omobono                                      |                                |                               | |                                        |
| Arcidiocesi di Crotone-Santa Severina                        | Madonna di Capo Colonna                           |                                | Terza domenica di Maggio      | San Dionigi Areopagita Sant'Anastasia |                                        |
| Diocesi di Cuneo-Fossano                                     | Madonna della Divina Provvidenza                  |                                |                               | |                                        |
| Diocesi di Fabriano-Matelica                                 | San Giovanni Battista                             |                                |                               | |                                        |
| Diocesi di Faenza-Modigliana                                 | Beata Vergine delle Grazie                        |                                |                               | |                                        |
| Diocesi di Fano-Fossombrone-Cagli-Pergola                    | San Paterniano                                    |                                |                               | Sant'Aldebrando San Geronzio San Secondo di Amelia |                                        |
| Arcidiocesi di Fermo                                         | Madonna Assunta                                   |                                | 15 agosto                     | |                                        |
| Arcidiocesi di Ferrara-Comacchio                             | San Giorgio Martire                               |                                |                               | San Cassiano |                                        |
| Diocesi di Fidenza                                           | San Donnino martire                               |                                | 9 ottobre                     | |                                        |
| Diocesi di Fiesole                                           | San Romolo di Fiesole                             |                                | 6 luglio                      | |                                        |
| Arcidiocesi di Firenze                                       | San Zanobi                                        |                                |                               | sant'Antonino di Firenze |                                        |
| Arcidiocesi di Foggia-Bovino                                 | Madonna dei Sette Veli                            |                                |                               | San Marco di Eca |                                        |
| Diocesi di Foligno                                           | San Feliciano                                     |                                |                               | |                                        |
| Diocesi di Forlì-Bertinoro                                   | Madonna del Fuoco                                 |                                |                               | San Mercuriale e San Ruffillo |                                        |
| Sede suburbicaria di Frascati                                | Santi Filippo e Giacomo Apostoli                  |                                | 3 maggio                      | |                                        |
| Diocesi di Frosinone-Veroli-Ferentino                        | Santa Maria Salomé                                |                                |                               | Sant'Ambrogio martire |                                        |
| Arcidiocesi di Gaeta                                         | Sant'Erasmo di Formia                             |                                |                               | San Marciano Madonna della Civita |                                        |
| Arcidiocesi di Genova                                        | San Giovanni Battista                             |                                | 24 giugno                     | |                                        |
| Arcidiocesi di Gorizia                                       | Santi Ermagora e Fortunato                        |                                | 12 luglio                     | |                                        |
| Diocesi di Grosseto                                          | San Lorenzo Martire                               |                                | 10 agosto                     | |                                        |
| Abbazia territoriale di Santa Maria di Grottaferrata         | San Nilo da Rossano                               |                                | 26 settembre                  | Santa Maria di Grottaferrata |                                        |
| Diocesi di Gubbio                                            | Sant'Ubaldo Vescovo                               |                                | 16 maggio                     | |                                        |
| Diocesi di Iglesias                                          | Sant'Antioco di Sulcis                            |                                | 13 novembre                   | |                                        |
| Diocesi di Imola                                             | San Cassiano martire                              |                                |                               | |                                        |
| Diocesi di Ischia                                            | Santa Restituta vergine                           |                                | 17 maggio                     | San Giovan Giuseppe della Croce |                                        |
| Diocesi di Isernia-Venafro                                   | San Pietro Celestino                              |                                | 19 maggio                     | Santi Nicandro, Marciano e Daria martiri |                                        |
| Diocesi di Ivrea                                             | San Savino Vescovo e Martire                      |                                | 7 dicembre                    | |                                        |
| Diocesi di Jesi                                              | San Settimio                                      |                                | 22 settembre                  | |                                        |
| Diocesi di Lamezia Terme                                     | Santi Pietro e Paolo Apostoli                     |                                | 29 giugno                     | |                                        |
| Arcidiocesi di Lanciano-Ortona                               | San Tommaso apostolo                              |                                | 3 luglio                      | Madonna del Ponte |                                        |
| Diocesi di Lanusei                                           | Madonna del Rosario dell'Ogliastra                |                                |                               | san Giorgio di Suelli |                                        |
| Diocesi di Latina-Terracina-Sezze-Priverno                   | San Marco evangelista                             |                                |                               | Cesareo di Terracina Lidano d'Antena e Carlo da Sezze Tommaso d'Aquino Maria Goretti                                                                                    |                                        |
| Diocesi di Lecce                                             | Sant'Oronzo Vescovo e Martire                     |                                | 26 agosto                     | Santi martiri Giusto e Fortunato |                                        |
| Diocesi di Livorno                                           | Santa Giulia Vergine e Martire                    |                                | 22 maggio                     | |                                        |
| Diocesi di Locri-Gerace                                      | Maria Immacolata                                  | Santa Venera Vergine e Martire |                               | 26 luglio | Santi Modestino, Fiorentino e Flaviano |
| Diocesi di Lodi                                              | San Bassiano vescovo                              |                                | 19 gennaio                    | |                                        |
| Prelatura territoriale di Loreto                             | Beata Vergine Maria Lauretana                     |                                | 10 dicembre                   | |                                        |
| Arcidiocesi di Lucca                                         | San Paolino Vescovo e Martire                     |                                | 12 luglio                     | |                                        |
| Diocesi di Lucera-Troia                                      | Santa Maria Assunta                               |                                | 15 agosto                     | |                                        |
| Eparchia di Lungro                                           | San Nicola di Mira                                |                                | 6 dicembre                    | |                                        |
| Diocesi di Macerata                                          | Madonna della Misericordia                        |                                |                               | |                                        |
| Arcidiocesi di Manfredonia-Vieste-San Giovanni Rotondo       | San Lorenzo Maiorano                              |                                |                               | San Pio da Pietrelcina San Michele Arcangelo |                                        |
| Diocesi di Mantova                                           | sant'Anselmo di Lucca                             |                                |                               | sant'Andrea apostolo san Luigi Gonzaga san Pio X Papa |                                        |
| Diocesi di Massa Carrara-Pontremoli                          | Santa Maria Assunta                               |                                | 15 agosto                     | San Francesco d'Assisi |                                        |
| Diocesi di Massa Marittima-Piombino                          | San Cerbone                                       |                                | 10 ottobre                    | |                                        |
| Arcidiocesi di Matera-Irsina                                 | Madonna della Bruna                               |                                | 2 luglio                      | Sant'Eufemia di Calcedonia 16 settembre |                                        |
| Diocesi di Mazara del Vallo                                  | San Vito martire                                  |                                | 15 giugno                     | Beata Vergine Maria del Paradiso 4 novembre |                                        |
| Diocesi di Melfi-Rapolla-Venosa                              | Sant'Alessandro martire                           |                                | 9 febbraio                    | |                                        |
| Arcidiocesi di Messina-Lipari-Santa Lucia del Mela           | Madonna della Lettera                             |                                | 3 giugno                      | San Calogero eremita (18 giugno) San Bartolomeo Apostolo (Lipari - 24 agosto) Santi Placido e Compagni, martiri (5 ottobre) Santa Lucia vergine e martire (13 dicembre) |                                        |
| Arcidiocesi di Milano                                        | Sant'Ambrogio da Milano                           |                                | 7 dicembre                    | |                                        |
| Diocesi di Mileto-Nicotera-Tropea                            | San Nicola di Mira                                |                                | 6 dicembre                    | Madonna Assunta Madonna di Romania |                                        |
| Arcidiocesi di Modena-Nonantola                              | San Geminiano vescovo                             |                                |                               | |                                        |
| Diocesi di Molfetta-Ruvo-Giovinazzo-Terlizzi                 | San Corrado di Baviera                            |                                | 9 febbraio                    | San Biagio Madonna di Corsignano |                                        |
| Diocesi di Mondovì                                           | San Donato d'Arezzo                               |                                |                               | |                                        |
| Arcidiocesi di Monreale                                      | San Castrese vescovo e martire                    |                                | 11 febbraio                   | San Rocco |                                        |
| Abbazia territoriale di Monte Oliveto Maggiore               | Natività di Maria                                 |                                |                               | |                                        |
| Abbazia territoriale di Montecassino                         | San Benedetto da Norcia                           |                                |                               | |                                        |
| Diocesi di Montepulciano-Chiusi-Pienza                       | San Giovanni Battista                             |                                |                               | Sant'Andrea apostolo Santa Mustiola |                                        |
| Abbazia territoriale di Montevergine                         | Beata Vergine Maria di Montevergine               |                                | 1º settembre                  | San Guglielmo da Vercelli |                                        |
| Arcidiocesi di Napoli                                        | San Gennaro Vescovo e Martire                     |                                | 19 settembre                  | |                                        |
| Diocesi di Nardò-Gallipoli                                   | San Gregorio Armeno                               |                                |                               | sant'Agata |                                        |
| Diocesi di Nicosia                                           | San Nicola di Mira                                |                                | 6 dicembre                    | |                                        |
| Diocesi di Nocera Inferiore-Sarno                            | San Prisco Vescovo                                |                                |                               | san Michele Arcangelo |                                        |
| Diocesi di Nola                                              | San Felice Vescovo e Martire                      |                                | 15 novembre e 22 giugno       | San Paolino vescovo |                                        |
| Diocesi di Noto                                              | Beata Vergine Maria "Scala del Paradiso"          |                                | 3 agosto                      | San Corrado Confalonieri 19 febbraio |                                        |
| Diocesi di Novara                                            | San Gaudenzio di Novara                           |                                |                               | |                                        |
| Diocesi di Nuoro                                             | Nostra Signora della Neve                         |                                | 5 agosto                      | |                                        |
| Diocesi di Oppido Mamertina-Palmi                            | Maria Santissima Annunziata                       |                                | 25 marzo                      | |                                        |
| Diocesi di Oria                                              | San Barsanofio                                    |                                |                               | |                                        |
| Arcidiocesi di Oristano                                      | Sant'Archelao                                     |                                | 13 febbraio                   | Beata Vergine del Rimedio |                                        |
| Diocesi di Orvieto-Todi                                      | San Giuseppe                                      |                                | 19 marzo 14 ottobre           | San Fortunato |                                        |
| Sede suburbicaria di Ostia                                   | Sant'Agostino                                     |                                |                               | |                                        |
| Arcidiocesi di Otranto                                       | Santi Martiri di Otranto                          |                                | 14 agosto                     | |                                        |
| Diocesi di Ozieri                                            | Sant'Antioco Martire                              |                                |                               | |                                        |
| Diocesi di Padova                                            | San Prosdocimo Vescovo                            |                                | 7 novembre                    | |                                        |
| Arcidiocesi di Palermo                                       | Santa Rosalia Vergine                             |                                | 4 settembre                   | San Mamiliano Vescovo e Martire(16 giugno) |                                        |
| Sede suburbicaria di Palestrina                              | Sant'Agapito di Palestrina                        |                                |                               | Madre del Buon Consiglio |                                        |
| Diocesi di Parma                                             | San Bernardo degli Uberti                         |                                |                               | |                                        |
| Diocesi di Patti                                             | San Bartolomeo Apostolo                           |                                | 24 agosto                     | |                                        |
| Diocesi di Pavia                                             | San Siro Vescovo                                  |                                | 9 dicembre                    | Sant'Agostino vescovo |                                        |
| Arcidiocesi di Perugia-Città della Pieve                     | San Costanzo                                      |                                |                               | Sant'Ercolano |                                        |
| Arcidiocesi di Pesaro                                        | San Terenzio Vescovo e Martire                    |                                |                               | |                                        |
| Arcidiocesi di Pescara-Penne                                 | San Cetteo                                        |                                | 10 ottobre 7 maggio           | San Massimo d'Aveia |                                        |
| Diocesi di Pescia                                            | Sant'Allucio da Pescia                            |                                |                               | Maria Santissima della Fontenova |                                        |
| Diocesi di Piacenza-Bobbio                                   | Sant'Antonino di Piacenza                         |                                |                               | Santa Giustina San Colombano |                                        |
| Eparchia di Piana degli Albanesi                             | San Demetrio Megalomartire                        |                                |                               | |                                        |
| Diocesi di Piazza Armerina                                   | Maria Santissima delle Vittorie                   |                                | 15 agosto                     | San Gaetano da Thiene |                                        |
| Diocesi di Pinerolo                                          | San Donato d'Arezzo                               |                                |                               | |                                        |
| Arcidiocesi di Pisa                                          | San Ranieri                                       |                                | 17 giugno                     | |                                        |
| Diocesi di Pistoia                                           | San Jacopo                                        |                                | 25 luglio                     | |                                        |
| Diocesi di Pitigliano-Sovana-Orbetello                       | San Mamiliano Vescovo                             |                                |                               | San Gregorio VII papa San Paolo della Croce |                                        |
| Prelatura territoriale di Pompei                             | Beata Vergine Maria del Rosario                   |                                |                               | Beato Bartolo Longo |                                        |
| Sede suburbicaria di Porto-Santa Rufina                      | Sante Rufina e Seconda                            |                                | 10 luglio                     | |                                        |
| Arcidiocesi di Potenza-Muro Lucano-Marsico Nuovo             | San Gerardo Vescovo                               |                                |                               | |                                        |
| Diocesi di Pozzuoli                                          | San Sossio Diacono e Martire                      |                                |                               | |                                        |
| Diocesi di Prato                                             | Santo Stefano protomartire                        |                                | 26 dicembre                   | |                                        |
| Diocesi di Ragusa                                            | San Giovanni Battista                             |                                | 29 agosto                     | |                                        |
| Arcidiocesi di Ravenna-Cervia                                | Sant'Apollinare Vescovo e Martire                 |                                | 23 luglio                     | |                                        |
| Arcidiocesi di Reggio Calabria-Bova                          | San Paolo di Tarso                                |                                | 29 giugno                     | santo Stefano di Nicea |                                        |
| Diocesi di Reggio Emilia-Guastalla                           | Santi Crisante e Daria                            |                                |                               | San Prospero |                                        |
| Diocesi di Rieti                                             | Santa Barbara Vergine e Martire                   |                                | 4 dicembre                    | San Felice da Cantalice |                                        |
| Diocesi di Rimini                                            | San Gaudenzio Vescovo e Martire                   |                                |                               | |                                        |
| Diocesi di Roma                                              | Santi Pietro e Paolo Apostoli                     |                                | 29 giugno                     | San Lorenzo Diacono e Martire (10 agosto) San Filippo Neri, Sacerdote (26 maggio)                                                                                       |                                        |
| Arcidiocesi di Rossano-Cariati                               | San Nilo da Rossano                               |                                | 26 settembre                  | San Bartolomeo da Rossano (11 novembre) |                                        |
| Sede suburbicaria di Sabina-Poggio Mirteto                   | San Gaetano di Thiene                             |                                |                               | |                                        |
| Arcidiocesi di Salerno-Campagna-Acerno                       | San Matteo Apostolo                               |                                | 21 settembre                  | Sant'Antonino Abate San Donato di Arezzo |                                        |
| Diocesi di Saluzzo                                           | San Chiaffredo                                    |                                |                               | San Costanzo martire |                                        |
| Diocesi di San Benedetto del Tronto-Ripatransone-Montalto    | San Benedetto martire                             |                                |                               | |                                        |
| Diocesi di San Marco Argentano-Scalea                        | San Marco evangelista                             |                                | 25 aprile                     | |                                        |
| Diocesi di San Marino-Montefeltro                            | San Marino diacono                                |                                |                               | San Leo di Montefeltro |                                        |
| Diocesi di San Miniato                                       | San Miniato martire                               |                                | 25 ottobre                    | San Genesio martire |                                        |
| Diocesi di San Severo                                        | San Severo di Napoli                              |                                |                               | San Severino abate |                                        |
| Arcidiocesi di Sant'Angelo dei Lombardi-Conza-Nusco-Bisaccia | Sant'Antonino Diacono e Martire                   |                                | 2 settembre                   | Sant'Erberto di Conza Sant'Amato di Nusco Sant'Antonio di Padova |                                        |
| Arcidiocesi di Sassari                                       | Santi Martiri Turritani Gavino, Proto e Gianuario |                                | 25 ottobre                    | Madonna delle Grazie |                                        |
| Diocesi di Savona-Noli                                       | Nostra Signora della Misericordia                 |                                | 18 marzo                      | Sant'Eugenio di Cartagine |                                        |
| Diocesi di Senigallia                                        | San Paolino da Nola                               |                                | 4 maggio                      | |                                        |
| Diocesi di Sessa Aurunca                                     | San Leone IX Papa                                 |                                | 8 maggio                      | |                                        |
| Arcidiocesi di Siena-Colle di Val d'Elsa-Montalcino          | Sant'Ansano                                       |                                | 1 dicembre                    | San Crescenzio San Savino San Vittore |                                        |
| Arcidiocesi di Siracusa                                      | San Marciano Vescovo e Martire                    |                                | 14 giugno 13 dicembre         | Santa Lucia vergine e martire patrona principale della città e secondaria dell'Arcidiocesi                                                                              |                                        |
| Diocesi di Sora-Cassino-Aquino-Pontecorvo                    | Santa Restituta di Sora                           |                                | 27 maggio                     | San Tommaso d'Aquino San Giovanni Battista |                                        |
| Arcidiocesi di Sorrento-Castellammare di Stabia              | Sant'Antonino abate                               |                                | 14 febbraio                   | San Catello vescovo (19 gennaio) |                                        |
| Diocesi della Spezia-Sarzana-Brugnato                        | San Venerio eremita                               |                                |                               | |                                        |
| Arcidiocesi di Spoleto-Norcia                                | San Ponziano Martire                              |                                | 14 gennaio                    | |                                        |
| Abbazia territoriale di Subiaco                              | Santa Scolastica                                  |                                |                               | |                                        |
| Diocesi di Sulmona-Valva                                     | San Panfilo Vescovo                               |                                |                               | San Pelino di Brindisi |                                        |
| Diocesi di Susa                                              | San Giusto di Novalesa                            |                                |                               | San Mauro abate |                                        |
| Arcidiocesi di Taranto                                       | San Cataldo vescovo                               |                                |                               | Maria SS. Immacolata, sant'Egidio da Taranto |                                        |
| Diocesi di Teano-Calvi                                       | San Paride Vescovo                                |                                | 5 agosto                      | San Casto vescovo e martire |                                        |
| Diocesi di Teggiano-Policastro                               | San Cono Monaco                                   |                                | 3 giugno                      | San Pietro Pappacarbone vescovo |                                        |
| Diocesi di Tempio-Ampurias                                   | San Simplicio Vescovo e Martire                   |                                |                               | Sant'Antonio abate |                                        |
| Diocesi di Teramo-Atri                                       | San Berardo di Teramo                             |                                | 19 dicembre                   | Santa Reparata |                                        |
| Diocesi di Termoli-Larino                                    | San Basso Vescovo                                 |                                |                               | san Timoteo San Pardo |                                        |
| Diocesi di Terni-Narni-Amelia                                | San Valentino                                     |                                | 14 febbraio                   | San Giovenale Santa Firmina |                                        |
| Diocesi di Tivoli                                            | San Lorenzo                                       |                                | 10 agosto                     | Santa Sinforosa |                                        |
| Arcidiocesi di Torino                                        | Madonna Consolata                                 |                                |                               | |                                        |
| Diocesi di Tortona                                           | San Marziano Vescovo                              |                                | 6 marzo                       | |                                        |
| Arcidiocesi di Trani-Barletta-Bisceglie                      | San Nicola Pellegrino                             |                                |                               | san Ruggero di Canne santi Mauro, Sergio e Pantaleone |                                        |
| Diocesi di Trapani                                           | Madonna di Trapani                                |                                | 16 agosto                     | Sant'Alberto degli Abati 7 agosto |                                        |
| Arcidiocesi di Trento                                        | san Vigilio di Trento                             |                                |                               | |                                        |
| Diocesi di Treviso                                           | san Liberale                                      |                                |                               | |                                        |
| Diocesi di Tricarico                                         | San Potito                                        |                                | 14 gennaio                    | |                                        |
| Diocesi di Trieste                                           | San Giusto martire                                |                                | 3 novembre                    | |                                        |
| Diocesi di Trivento                                          | Santi Nazario e Celso e San Vittore               |                                | 28 luglio                     | san Casto |                                        |
| Diocesi di Tursi-Lagonegro                                   | Maria Santissima di Anglona                       |                                |                               | |                                        |
| Arcidiocesi di Udine                                         | Santi Ermagora e Fortunato                        |                                | 12 luglio                     | San Pio I |                                        |
| Diocesi di Ugento-Santa Maria di Leuca                       | San Vincenzo martire                              |                                | 22 gennaio                    | |                                        |
| Arcidiocesi di Urbino-Urbania-Sant'Angelo in Vado            | San Crescentino                                   |                                | 1 giugno                      | San Cristoforo San Michele Arcangelo |                                        |
| Diocesi di Vallo della Lucania                               | San Pantaleone martire                            |                                | 27 luglio                     | San Costabile abate |                                        |
| Sede suburbicaria di Velletri-Segni                          | San Bruno abate e vescovo                         |                                |                               | San Clemente |                                        |
| Patriarcato di Venezia                                       | san Marco evangelista                             |                                | 25 aprile                     | |                                        |
| Diocesi di Ventimiglia-San Remo                              | San Secondo martire                               |                                |                               | |                                        |
| Arcidiocesi di Vercelli                                      | Sant'Eusebio vescovo                              |                                |                               | |                                        |
| Diocesi di Verona                                            | San Zenone vescovo                                |                                |                               | |                                        |
| Diocesi di Vicenza                                           | Madonna di Monte Berico                           |                                | 8 settembre                   | San Vincenzo San Gaetano di Thiene |                                        |
| Diocesi di Vigevano                                          | Sant'Ambrogio da Milano                           |                                |                               | San Carlo Borromeo |                                        |
| Diocesi di Viterbo                                           | Madonna della Quercia                             |                                |                               | |                                        |
| Diocesi di Vittorio Veneto                                   | San Tiziano Vescovo                               |                                | 16 gennaio                    | |                                        |
| Diocesi di Volterra                                          | San Lino papa                                     |                                | 23 settembre                  | San Leone Magno |                                        |